# Smučarski teki na Zimskih olimpijskih igrah 2010 - ženska štafeta 4X5 kilometrov
Smučarski teki na Zimskih olimpijskih igrah 2010 - ženska štafeta 4X5 kilometrov, tekma je potekala 25. februarja 2010. 

## Rezultati
| Poz | Št | Država                                                                                     | Čas                                       | Zaostanek |
| --- | -- | ------------------------------------------------------------------------------------------ | ----------------------------------------- | --------- |
| 1   | 4  | Norveška · Vibeke Skofterud · Therese Johaug · Kristin Størmer Steira · Marit Bjørgen      | 55:19,5 14:49,9 14:46,5 12:53,2 12:49,9   | -         |
| 2   | 2  | Nemčija · Katrin Zeller · Evi Sachenbacher-Stehle · Miriam Gössner · Claudia Nystad        | 55:44,1 14:53,7 15:00,6 12:52,0 12:57,8   | +24,6     |
| 3   | 1  | Finska · Pirjo Muranen · Virpi Kuitunen · Riitta-Liisa Roponen · Aino-Kaisa Saarinen       | 55:49,9 15:32,4 14:35,7 12:38,2 13:03,6   | +30,4     |
| 4   | 5  | Italija · Arianna Follis · Marianna Longa · Silvia Rupil · Sabina Valbusa                  | 56:04,9 14:58,6 14:29,4 13:01,8 13:35,1   | +45,4     |
| 5   | 3  | Švedska · Anna Olsson · Magdalena Pajala · Charlotte Kalla · Ida Ingemarsdotter            | 56:18,9 14:47,1 15:35,6 12:25,0 13:31,2   | +59,4     |
| 6   | 6  | Poljska · Kornelia Marek · Justyna Kowalczyk · Paulina Maciuszek · Sylwia Jaśkowiec        | 56:29,4 15:25,3 14:00,3 13:38,4 13:25,4   | +1:09,9   |
| 7   | 9  | Francija · Aurore Cuinet · Karine Laurent Philippot · Celia Bourgeois · Cecile Storti      | 56:30,6 15:13,3 14:38,8 12:59,9 13:38,6   | +1:11,1   |
| 8   | 8  | Rusija · Olga Zavjalova · Irina Hazova · Jevgenija Medvedjeva · Natalija Korosteljova      | 57:00,9 15:15,2 15:19,0 13:01,1 13:25,6   | +1:41,4   |
| 9   | 7  | Japonska · Madoka Nacumi · Masako Išida · Nobuko Fukuda · Mičiko Kašivabara                | 57:40,4 15:03,0 14:50,4 13:34,5 14:12,5   | +2:20,9   |
| 10  | 11 | Kazahstan · Jelena Kolomina · Oksana Jackaja · Tatjana Rošina · Svetlana Malahova-Šiškina  | 58:23,3 15:29,1 15:25,7 13:47,7 13:40,8   | +3:03,8   |
| 11  | 10 | Belorusija · Nastassia Dubarezava · Alena Sannikova · Olga Vasiljonok · Ekaterina Rudakova | 58:28,4 15:36,5 15:29,2 13:22,1 14:00,6   | +3:08,9   |
| 12  | 14 | ZDA · Kikkan Randall · Holly Brooks · Morgan Arritola · Caitlin Compton                    | 58:57,5 14:57,5 16:12,8 13:41,6 14:05,6   | +3:38,0   |
| 13  | 13 | Češka · Eva Nývltová · Kamila Rajdlová · Ivana Janečková · Eva Skalníková                  | 59:11,2 15:15,0 15:28,9 13:34,3 14:53,0   | +3:51,7   |
| 14  | 12 | Ukrajina · Tatjana Zavalij · Katerina Grigorenko · Marina Antsibor · Valentina Ševčenko    | 59:25,7 15:38,1 16:16,7 13:34,2 13:56,7   | +4:06,2   |
| 15  | 16 | Slovenija · Anja Eržen · Katja Višnar · Vesna Fabjan · Barbara Jezeršek                    | 59:47,5 16:00,8 16:32,3 13:25,0 13:49,4   | +4:28,0   |
| 16  | 15 | Kanada · Daria Gaiazova · Perianne Jones · Chandra Crawford · Madeleine Williams           | 1:00:05,0 15:35,8 16:14,7 14:17,7 13:56,8 | +4:45,5   |